# 이명렬
이명열(李明烈, 1968년 6월 25일 ~ )은 대한민국의 전 축구 선수이자 현재 축구 지도자로 선수로 활동할 당시 포지션은 골키퍼였으며 현재 수원 삼성 블루윙즈의 유소년 축구교실인 리틀윙즈 용인지점에서 총감독을 맡고 있다.